# Aceratherium

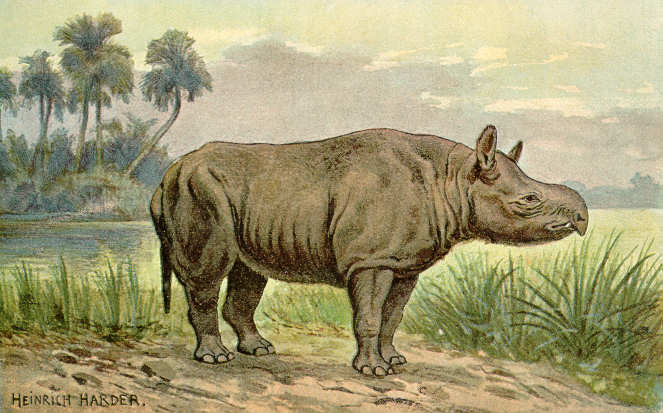
Desen de fantezie care reconstituie înfățișarea unui Aceratherium adult

Aceratherium (gr. „a" - "fără", "keras" - "corn" și "therion" - "fiară") este un mamifer fosil, strămoș al rinocerului de astăzi, caracterizat prin absența cornului, prin dinți incisivi netezi și prin faptul că are la picioarele anterioare trei degete bine dezvoltate și un al patrulea pe cale de dispariție. Speciile acestui gen au trăit în era neozoică, din oligocen până în pliocen, fiind răspândite atât în Eurasia, cât și în America.